# Qalyub
Qalyub (em árabe egípcio:  قليوب  pronunciado [ʔælˈjuːb]; em copta:  ⲕⲁⲗⲓⲱⲡⲥ) é uma cidade que contém um distrito rural e urbano. Ela está localizada na província de Caliubia, no Egito, situada na parte norte da área metropolitana do Cairo, no início do Delta do Nilo. Em 1986, a cidade tinha uma população de 84 mil e 413 habitantes, que cresceu para 106 mil e 804 habitantes em 2006, um crescimento considerado acima da média.

## Visão geral
Qalyub é o centro comercial de uma significativa região agrícola, e alguns registros indicam que a cidade possui um mercado de fazendeiros, regularmente, por quase mil anos.
A população de Qalyub muitas vezes provaram ser autoconfiantes como em 1905, quando construíram seu próprio hospital de quinhentos leitos sem ajuda do Estado. Anos mais tarde, a comunidade recebeu dinheiro da Agência dos Estados Unidos para o Desenvolvimento Internacional (USAID) para o desenvolvimento do hospital e da escola, no entanto, como em muitas aldeias rurais, o Ministério de Assuntos Sociais irritou os moradores por não fazer o suficiente para eles. Em 1982, o Programa de Serviço de Aldeias Básicas (BVS), sob os auspícios da USAID, tinha vinte e cinco projetos de água previstos para a cidade.
Em 13 de fevereiro de 2005, a cidade foi o palco de uma significativa manifestação política sobre os benefícios e a privatização da Empresa de fiação Qalyub. No ano seguinte, a cidade sofreu uma colisão ferroviária que matou cinquenta e oito pessoas.
Tuk-tuks, carros pequenos, com placas emitidas pelo governo, podem ser vistos na moderna Qalyub, já que o distrito tem visto um aumento maior que a média no crescimento da população.

## Outros
Qalyub orthonairovirus é um vírus membro da ordem Bunyavirales que infectam vertebrados e recebeu o nome da cidade.